# إيتربيك
إيتربيك (بالهولندية: Etterbeek) هي إحدى البلديات الواقعة في إقليم بروكسل العاصمة، بلجيكا. بلغ عدد سكانها 45,257 نسمة بحلول عام 2011.

## معرض صور

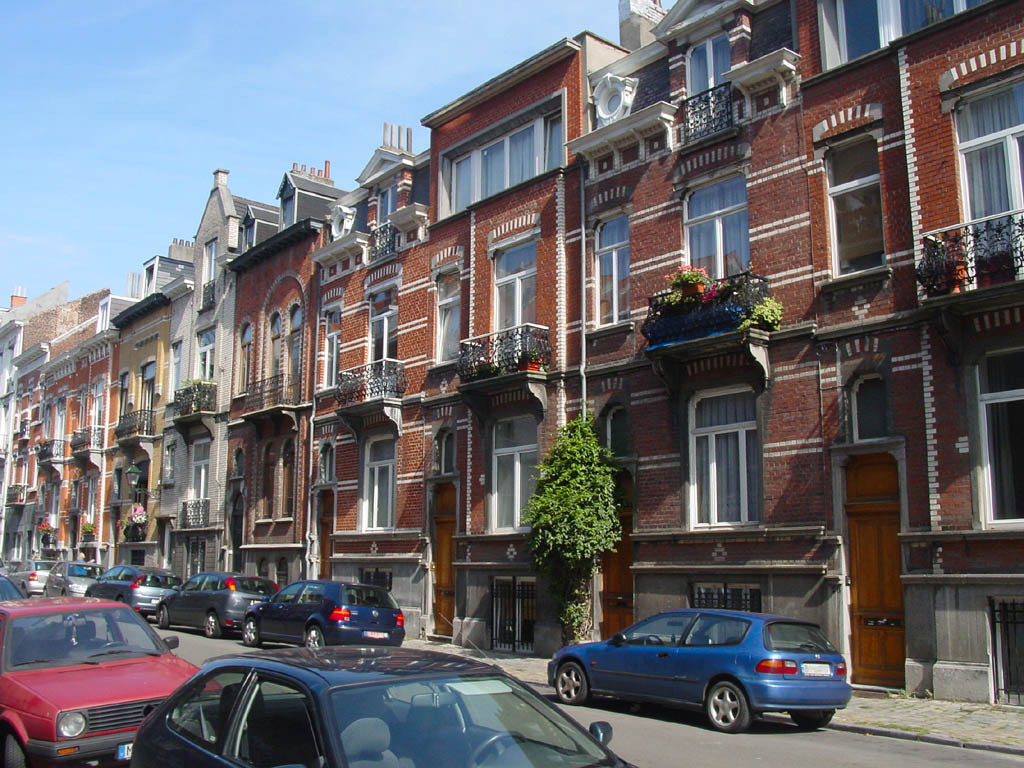
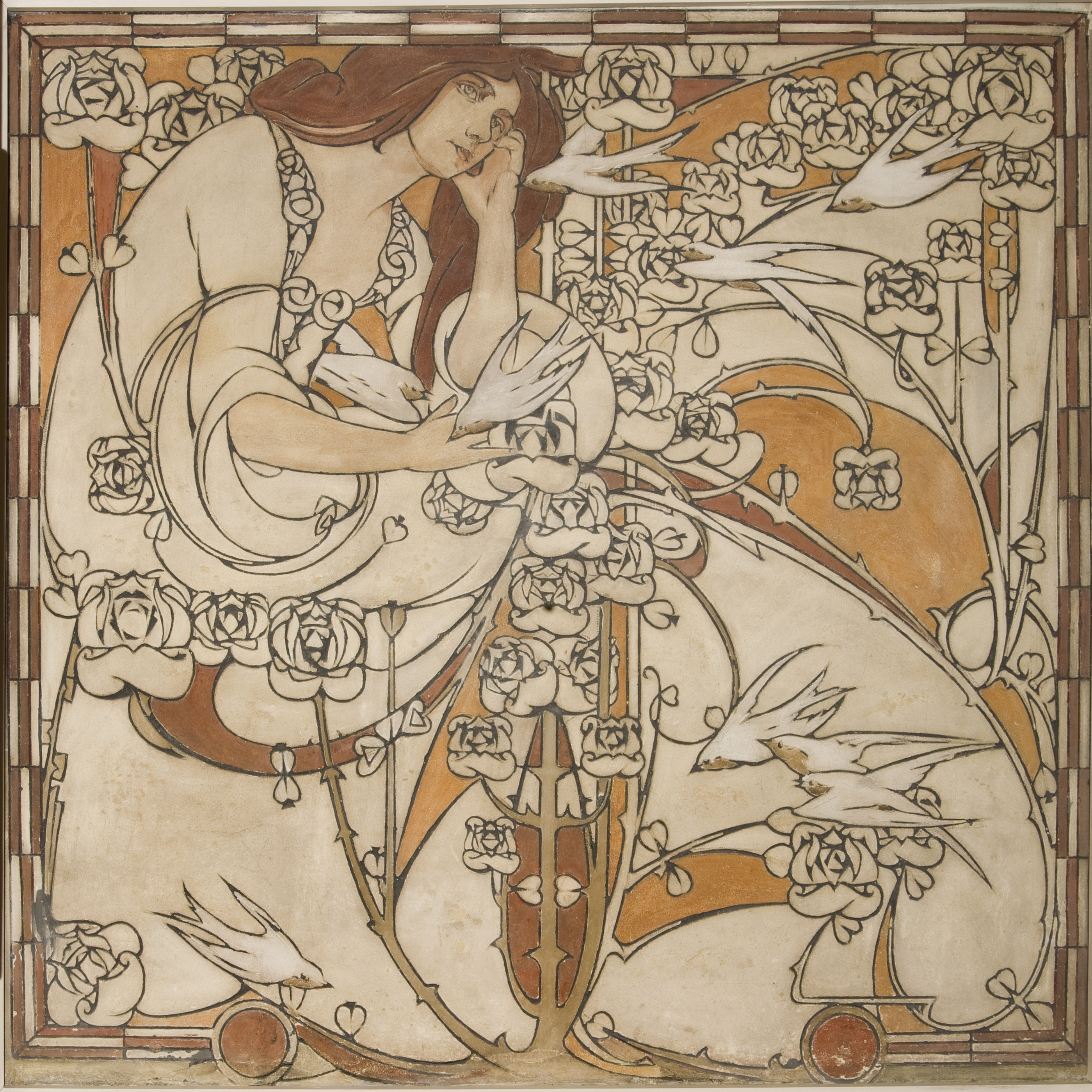
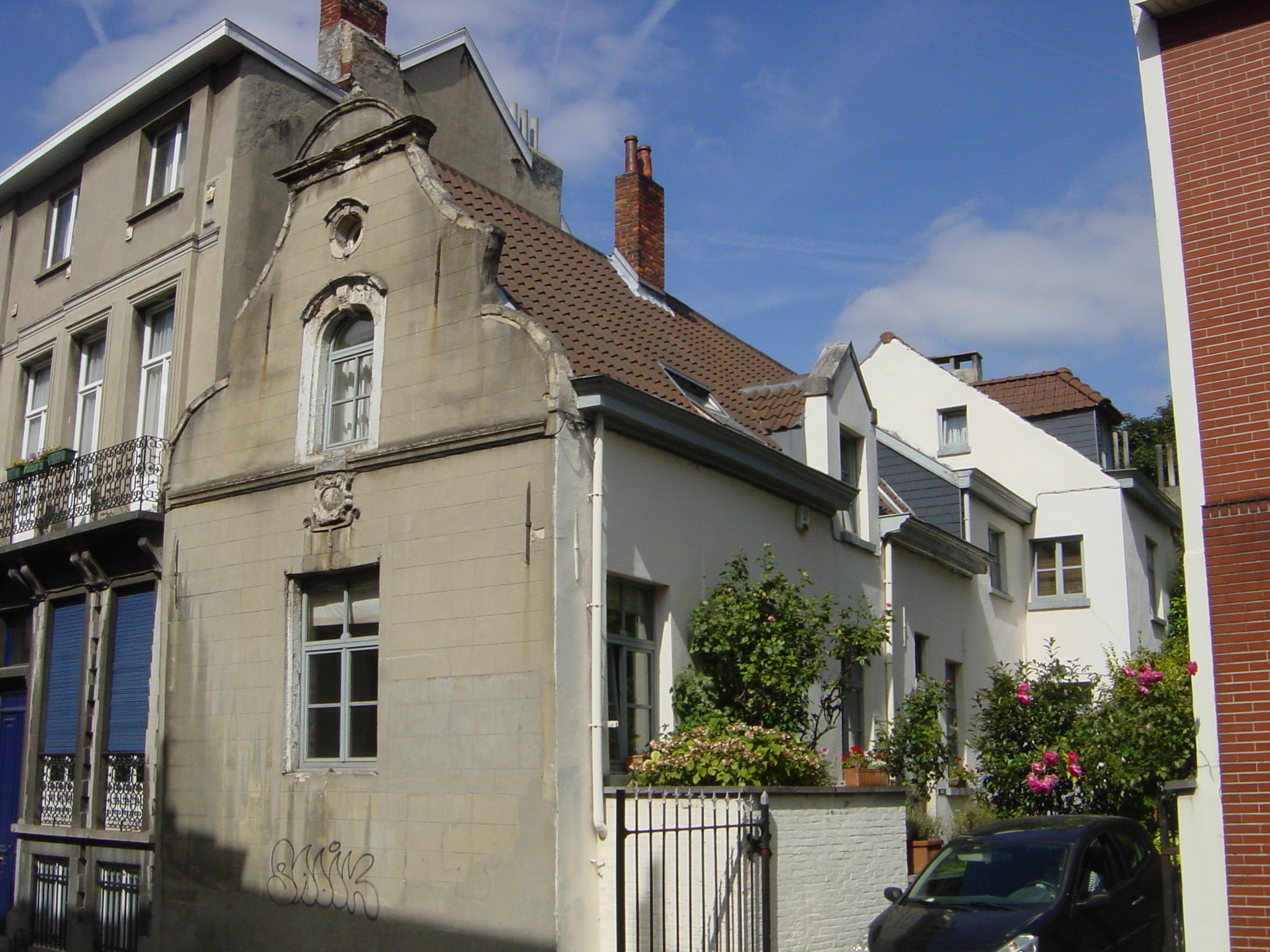
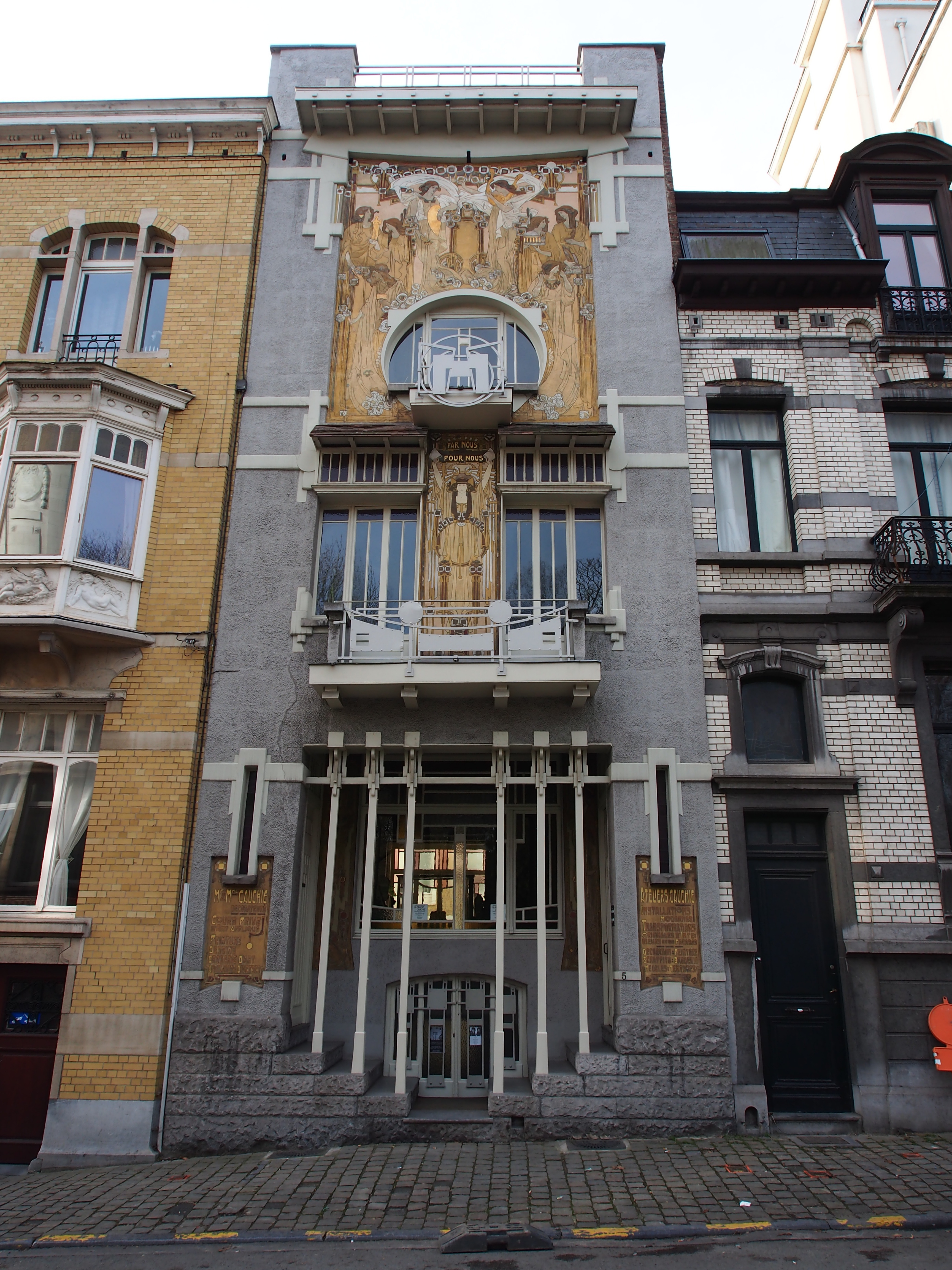
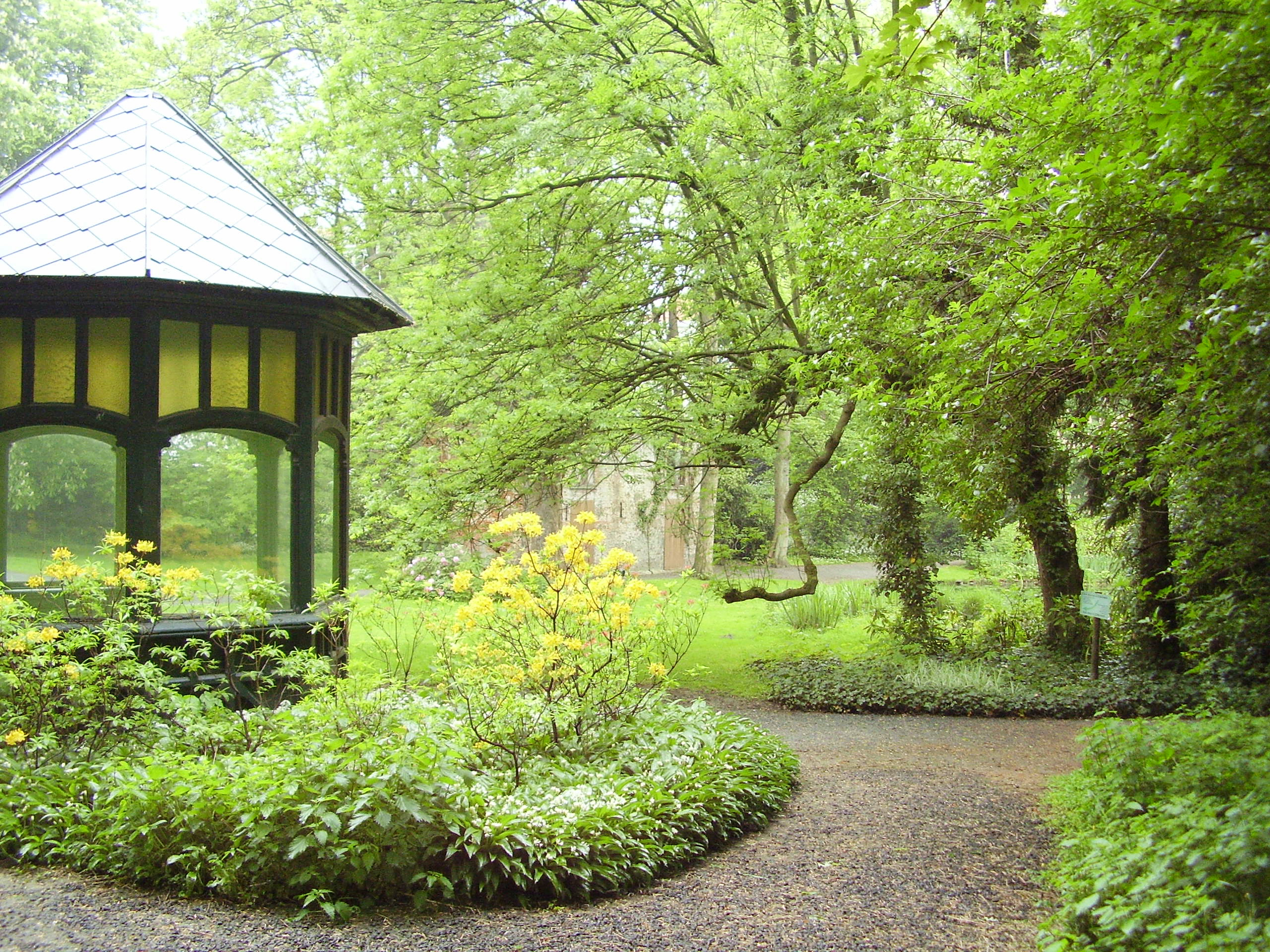
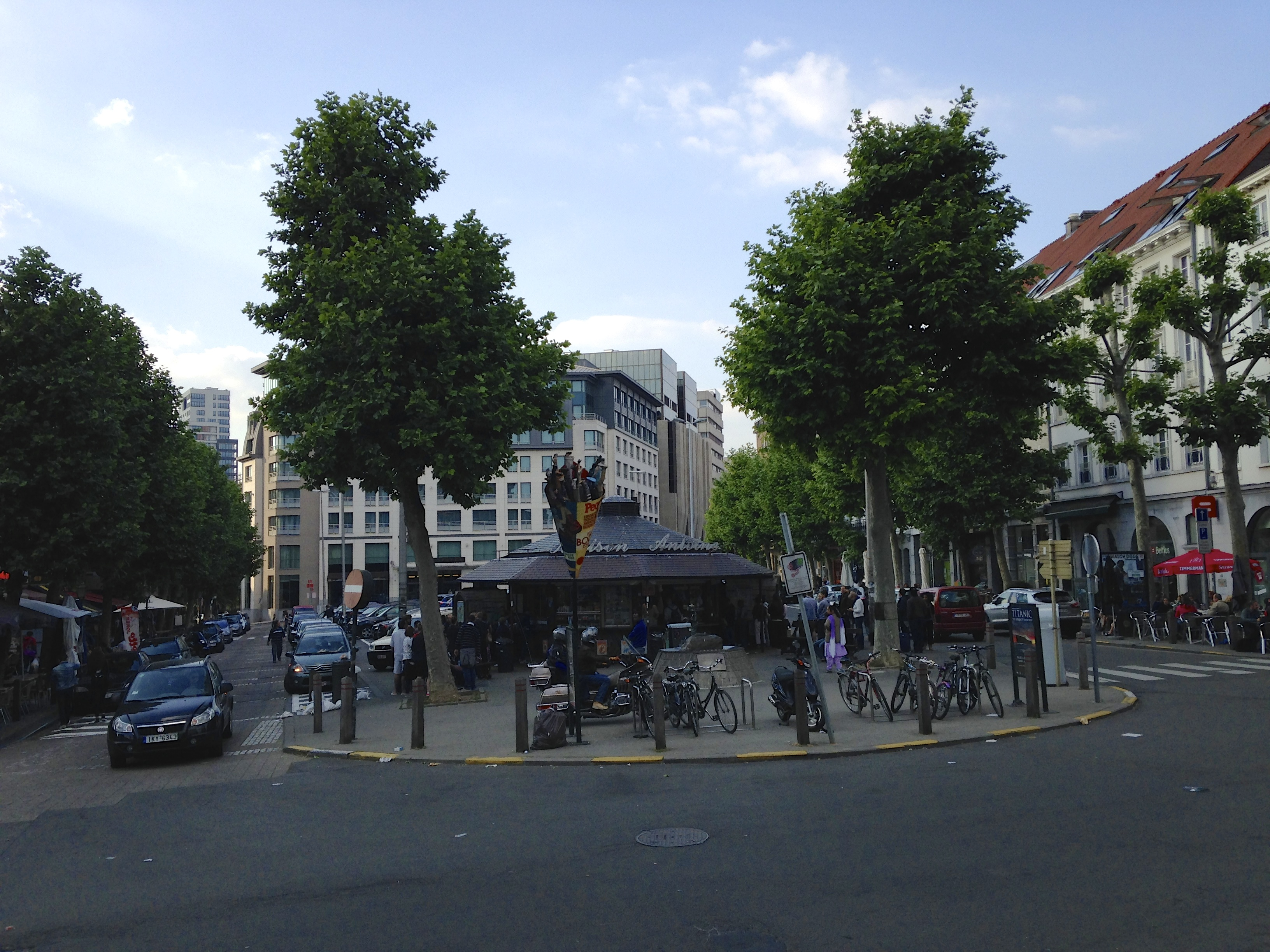

## توأمة
لإيتربيك اتفاقيات توأمة مع كل من:
- فورتي دي مارمي
- فونتوني سو بوا (4 يونيو 1972 - )

## أعلام
- هيرمان فان رومبوي
- إيميلي نوثومب
- برنارد جيرار
- مروان فيلايني
- جوليس آنسباش
- هيرجيه
- فرنسوا إنغليرت

## وصلات خارجية
- الموقع الرسمي باللغة الفرنسية أو الهولندية